# 中国新华新闻电视网
中国新华电视亚太台（CNC，前身呼号“中国新华电视中文台”），是由新华通讯社（简称新华社）主办的24小时华语新闻电视台，于2010年1月1日开播；中国新华新闻电视网英语电视台（CNC World）是由新华通讯社主办的24小时英语新闻电视台，于同年7月1日开播。
CNC 和 CNC World 主要面向中华人民共和国以外区域播放节目。新华社社长李从军表示，CNC 的开通是“新华社着眼于当今世界新技术发展导致的全媒体格局、着眼于丰富健全自身通讯社的业务形态而采取的一项重要的举措”；中国新华新闻电视网有限公司负责人吴锦才表示，“我们办的是新华社的中国新闻电视网，而不是CNN、不是BBC、不是半岛”。

## 历史
- 2008年12月30日零时，新华社推出与文图线路并行的视频新闻专线，呼号为“新华社电视新闻线路”。
- 2009年12月31日，“中国新华新闻电视网”在北京举行开播仪式。次日（2010年1月1日）正式开播，向亚太地区播出。
- 2010年7月1日，“中国新华新闻电视网”的英文台开播，覆盖欧美地区。
- 2019年4月17日，两个频道正式高标清16:9同播，并上星高清，同时更换新台标，为CNC英文文字。